# Черкасский, Григорий Сунчалеевич
Григорий (Сунчалей, Сунчъэлей) Сунчалеевич Черкасский (ум. 15 октября 1672) — кабардинский служилый князь, крупный русский государственный деятель, стольник (1642), ближний боярин (1657), воевода в Астрахани и Царицыне. Дед генерал-фельдмаршала Никиты Трубецкого.

## Биография
Седьмой (младший) сын князя Сунчалея Канклычевича Черкасского (ум. 1624).
В 1640 году по ложному доносу царское правительство обвинило князей Черкасских «в воровстве и измене». Князья Будачей и Мучал Сунчалеевичи Черкасские, старшие братья Сунчалея, были вызваны из Терского города в Москву, где их арестовали и отправили в заключение в Вологду и Углич. Их мать Желегоша (Жылэгуащэ) вместе с младшим сыном Сунчалеем была сослана в Астрахань. В ссылке Сунчалей Черкасский провёл два года. В апреле 1642 года князья Будачей и Муцал Черкасские были освобождены из заключения и доставлены в Москву, где им было объявлено царское прощение. В августе 1642 года по ходатайству своего старшего брата Мучала Черкасского его мать Желегоша и младший брат Сунчалей были возвращены из астраханской ссылки в Терский город. В том же 1642 году по ходатайству своего старшего брата Муцала Черкасского Сунчалей выехал из Терского города в Москву, где поступил на царскую службу. В русской столице Сунчалей Черкасский принял православную веру под именем Григория и получил чин царского стольника.
До 1664 года служба князя Григория Сунчалеевича Черкасского была только придворной и проходила в непосредственной близости к царской особе: «…во время походов царских и на богомолье он ездил рындой с государевым сайдаком и находился в комнате у государя; во время торжественных обедов у царя вина наряжал; среди стольников он показан во всех случаях на первом месте».
В 1655 году князь Григорий Сунчалеевич Черкасский был отправлен царём Алексеем Михайловичем первым воеводой к «горским черкасам» и астраханским татарам.
5 февраля 1657 года князь Григорий Черкасский был пожалован в бояре. С этих пор он занимал среди бояр одно из первых мест и пользовался доверием самого царя Алексея Михайловича. В отсутствие самого царя боярин Григорий Черкасский был оставлен «Москву ведать». В Боярской думе князь Григорий Сунчалеевич Черкасский с 1657 по 1666 год «сидел» вторым после своего троюродного дяди, боярина князя Якова Куденетовича Черкасского.
В июне 1660 года царь Алексей Михайлович отправил боярина князя Григория Сунчалеевича Черкасского первым воеводой в Астрахань, его помощниками стали окольничий Семён Васильевич Волынский и стольник Андрей Яковлевич Дашков. На посту астраханского воеводы князь Григорий Черкасский стал посредником между русским правительством и народами Северного Кавказа.
По прямому запросу Оружейной палаты князь Григорий Черкасский отправил из Астрахани в Москву группу кабардинских оружейных мастеров (Калибад, Бад и др.). За активную деятельность в Астрахани боярин князь Григорий Сунчалеевич Черкасский получил в награду от царя «золотой».
Из Астрахани князь Григорий Сунчалеевич Черкасский был переведён на воеводство в Царицын, где руководил строительством укреплений, так как город находился на южной границе Русского государства с Крымским ханством.
В 1671 году князь Григорий Черкасский присутствовал на свадьбе царя Алексея Михайловича и Натальи Кирилловны Нарышкиной. В июне следующего 1672 года Григорий Черкасский был «за столом у государя по случаю крещения царевича Петра Алексеевича».
В октябре 1672 года кабардинский князь Григорий Сунчалеевич Черкасский был убит в своей вотчине «неизвестно кем». Существует версия, что он был убит 14-го октября 1672 года своей же собственной прислугой.
По словам современника, князь Григорий Сунчалеевич был истый горец-дикарь, искавший случая показать телесную силу, лихой наездник, умевший укрощать самых диких коней, страстный любитель лошадей, которыми были наполнены его конюшни, более сострадательный к животным, чем к людям.

## Семья
Боярин князь Григорий Сунчалеевич Черкасский был дважды женат. 7 февраля 1647 года первым браком женился на княжне Прасковье Никитичне Одоевской (ум. 15 июня 1656), дочери ближнего боярина князя Никиты Ивановича Одоевского (ум. 12.02.1689) и Евдокии Фёдоровны Шереметевой (ум. 21.09.1671).
В 1669 году женился вторично — на княжне Евдокии (Авдотье) Ивановне Пронской (ум. 3 декабря 1686), дочери боярина князя Ивана Петровича Пронского и Ксении Васильевны Третьяковой, вдове стольника Семёна Ивановича Шеина.
Дети:
- от первого брака Алексей Григорьевич (ум. 1670) и Данила Григорьевич Черкасский (ум. 4 октября 1706), стольник царевича Фёдора Алексеевича (1675), затем рында и стольник царя Ивана Алексеевича (1685), воевода в Казани (1693) и Двинске. В 1697 году Данила Черкасский в числе 22 стольников был отправлен царём Петром Алексеевичем в Голландию учиться архитектуре и морскому делу. Был женат на Марии Петровне Шереметевой (1668—1737), дочери боярина Петра Васильевича Большого Шереметева (ум. 1690) и Анны Фёдоровны Волынской (ум. 1684), сестре фельдмаршала Бориса Петровича Шереметева.
- от второго брака Елена Григорьевна Черкасская, в 1692 году была выдана замуж за князя Юрия Юрьевича Трубецкого (1668—1739), боярина, действительного тайного советника и сенатора.